# Cantone di La Chapelle-Saint-Luc
Il Cantone di La Chapelle-Saint-Luc era una divisione amministrativa dell'arrondissement di Troyes.
A seguito della riforma approvata con decreto del 21 febbraio 2014, che ha avuto attuazione dopo le elezioni dipartimentali del 2015, è stato soppresso.

## Composizione
Comprendeva parte del comune di La Chapelle-Saint-Luc ed il comune di Les Noës-près-Troyes.